# Томас Согеро, Пере Жоан
Пере Жоан Томас Согеро (кат. Pere Joan Tomas Sogero) — андоррский дипломат, с 13 апреля 2007 года посол Андорры в Российской Федерации. Пере Жоан — предприниматель и общественный деятель. Посольство Княжества Андорра находится в резиденции в Андорре-ла-Велье.